# Holotrichia bicallosicephala
Holotrichia bicallosicephala är en skalbaggsart som beskrevs av Matsumoto 2010. Holotrichia bicallosicephala ingår i släktet Holotrichia och familjen Melolonthidae. Inga underarter finns listade i Catalogue of Life.